# Espagne au Concours Eurovision de la chanson 1969
L'Espagne a participé au Concours Eurovision de la chanson 1969 au théâtre royal à Madrid, en Espagne. C'est la 9e participation et la 2e victoire, la dernière à ce jour (en 2024), de l'Espagne au Concours Eurovision de la chanson.
Le pays est représenté par la chanteuse Salomé, sélectionnée en interne, et la chanson Vivo cantando qui a été sélectionnée au moyen d'une finale nationale organisée par la Televisión Española (TVE).

## Sélection
La Televisión Española (TVE) choisit l'artiste en interne et la chanson avec une finale nationale télévisée pour représenter l'Espagne au Concours Eurovision de la chanson 1969,.
C'est la chanteuse Salomé qui est sélectionnée en interne.

### Finale nationale
TVE organise la finale nationale Preselección de Eurovision 1969 pour sélectionner la chanson en interne qui représentera l'Espagne au Concours Eurovision de la chanson 1969,.
La finale nationale, présentée par Marisa Medina (es) et Joaquín Prat (es), a eu lieu le 20 et 22 février 1969 au Teatro Balear à Palma de Majorque.
Dix chansons ont été interprétées en direct. Chacune des chansons est d'abord interprétée par un chanteur différent, avant d'être interprétée une seconde fois par la chanteuse choisie en interne Salomé. La chanson Vivo cantando remporte largement la finale nationale avec 47 points.

#### Preselección de Eurovision 1969
| Ordre | 1er artiste           | 2e artiste | Chanson             | Traduction                   | Points | Place |
| ----- | --------------------- | ---------- | ------------------- | ---------------------------- | ------ | ----- |
| 1     | Don Castor            | Salomé     | Abrázame otra vez   | Embrasse-moi encore une fois | 0      | 6     |
| 2     | Lorenzo Valverde (es) | Salomé     | Amigos, amigos      | Amis, amis                   | 8      | 2     |
| 3     | Elena                 | Salomé     | Angelus             | Angélus                      | 0      | 6     |
| 4     | Adriángela (es)       | Salomé     | Buenos días         | Bonjour                      | 4      | 4     |
| 5     | Toni Obrador          | Salomé     | Despertar a tu lado | Se réveiller à tes côtés     | 0      | 6     |
| 6     | Daniel Velázquez (es) | Salomé     | Palabras            | Mots                         | 8      | 2     |
| 7     | Gloria                | Salomé     | Siento dentro de mí | Je sens en moi               | 0      | 6     |
| 8     | Ivana                 | Salomé     | Una vida buena      | Une bonne vie                | 3      | 5     |
| 9     | Ana Kiro (es)         | Salomé     | Vivo cantando       | Je vis en chantant           | 47     | 1     |
| 10    | Carlos Antonio        | Salomé     | Ya viene el día     | Le jour est déjà là          | 0      | 6     |

.

## À l'Eurovision
Chaque pays avait un jury de dix personnes. Chaque juré attribuait un point à sa chanson préférée.

### Points attribués par l'Espagne
| 2 points | Allemagne Belgique Monaco Portugal |
| 1 point  | Finlande Yougoslavie               |

### Points attribués à l'Espagne
| 10 points | 9 points | 8 points                        | 7 points                         | 6 points                          |
| --------- | -------- | ------------------------------- | -------------------------------- | --------------------------------- |
|           |          |                                 |                                  |                                   |
| 5 points  | 4 points | 3 points                        | 2 points                         | 1 point                           |
|           |          | - Allemagne - Belgique - Monaco | - France - Luxembourg - Portugal | - Irlande - Norvège - Yougoslavie |

Massiel interprète Vivo cantando en 3e position, suivant le Luxembourg et précédant Monaco. Au terme du vote final, l'Espagne termine 1re ex æquo avec la France, les Pays-Bas et le Royaume-Uni sur 16 pays, obtenant 18 points.